# Amin Tarif

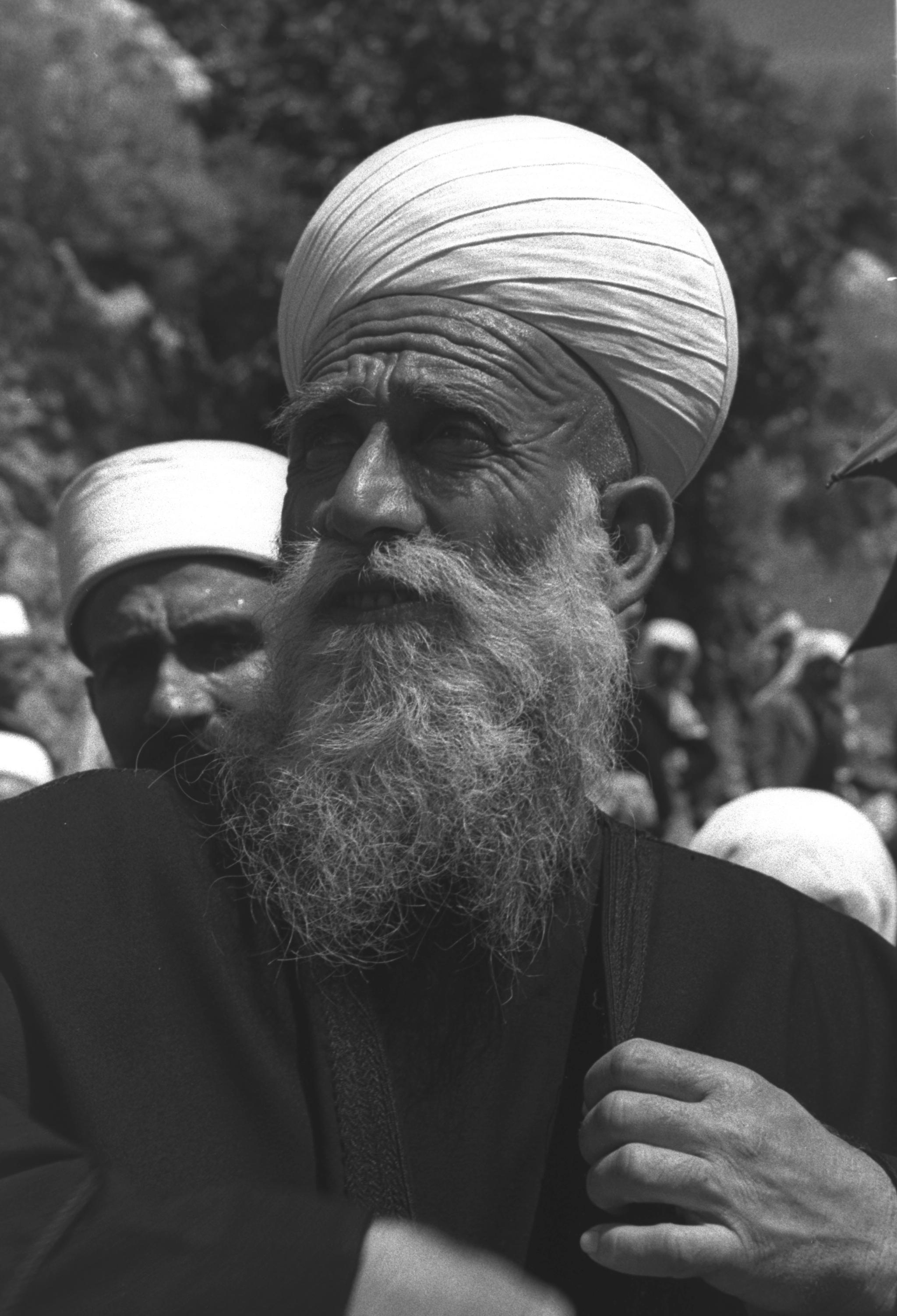
Scheich Amin Tarif, 1950.

Amin Tarif (arabisch أمين طريف, DMG Amīn Ṭarīf, hebräisch אמין טריף; geb. 1898 in Ğulis; gest. 2. Oktober 1993) war Qādī (geistlicher Führer) der Drusen in Palästina und später in Israel von 1928 bis zu seinem Tod 1993. Er wurde zum Teil als höchste Autorität der Drusen weltweit angesehen.

## Leben

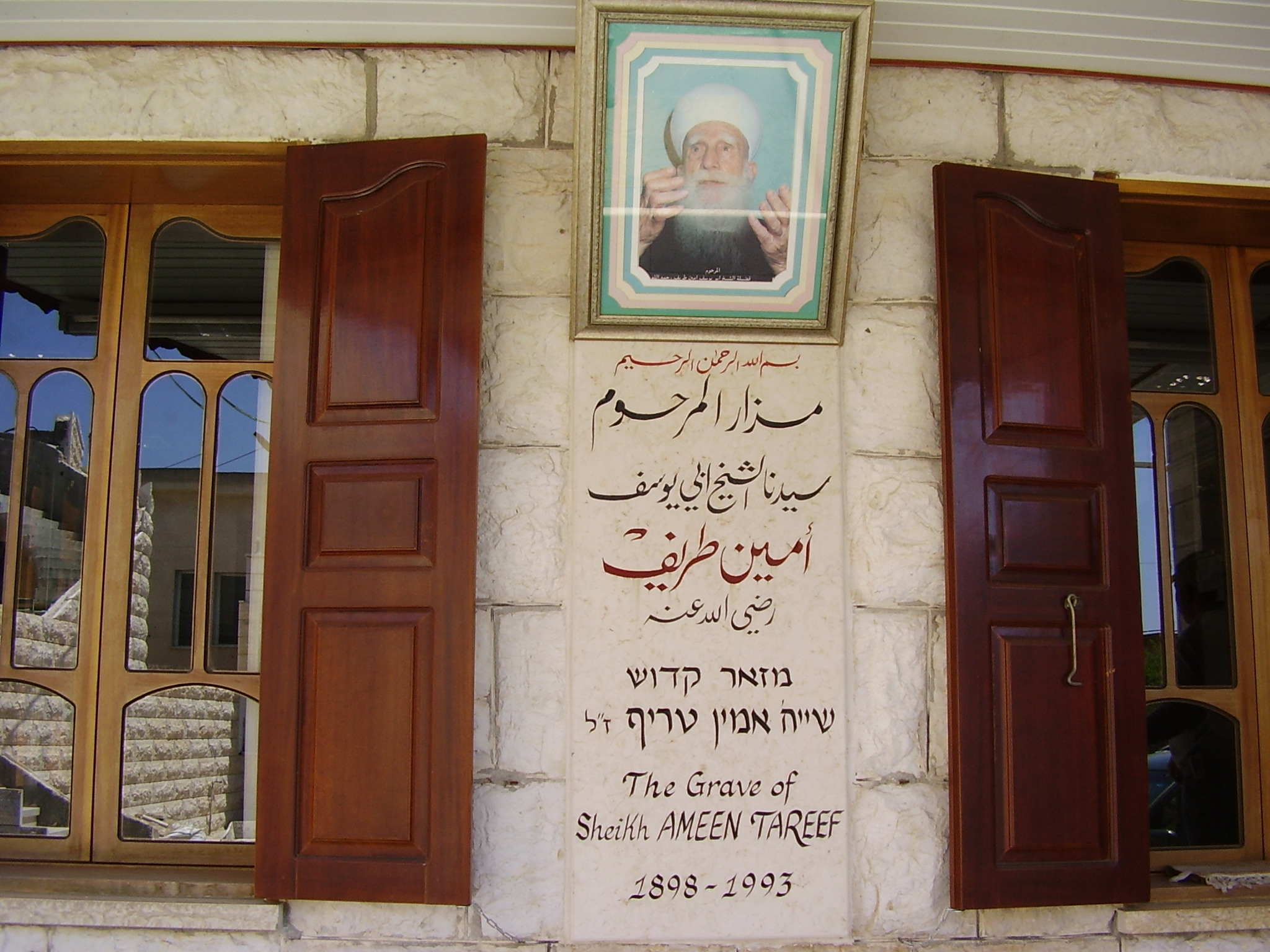
Grab von Amin Tarif in Dschulis

Scheich Amin kam 1898 in Ğulis (arabisch جولس, hebräisch ג'וּלִס) zur Welt, im heutigen Nordbezirk von Israel. Er war der jüngste Sohn von Scheich Muhammad Tarif, dem geistigen Führer der Drusen in Palästina von 1888 bis zu seinem Tod 1928. Amin hatte vier Brüder und zwei Schwestern.
Nach seinem Schulabschluss 1911 begab sich Amin nach Khalwat al-Bayada (arabisch خلوات البياضة) bei Hasbaya im Libanon, wo er seine Ausbildung in der Lehre der Drusen erhielt. 1918 kehrte er nach Ğulis zurück, und nahm gemäß drusischen Idealen ein asketisches Leben an.
1928, nach dem Tod seines Vaters, wurde er als geistlicher Führer bestimmt. Zusätzlich zu diesen Aufgaben fungierte Tarif ab 1963 als Vorsitzender des drusischen Religions-Gerichts und verwaltete die Wallfahrtsstätte Maqam Nabi Schuʿaib (Schrein des Propheten Jitro).
Trotz des hohen Ansehens, dass Amin aufgrund seiner Spiritualität genoss, waren die Beziehungen zu den Drusen in benachbarten Staaten oft kompliziert, da er immer loyal gegenüber dem Staat Israel war. 1977, nach Beschwerden der drusischen Gemeinschaft im Libanon, weil israelische Bombardements auch den Khalwat al-Bayada bedrohten, wies er die israelischen Drusen an, offizielle Anfragen an die Knesset zu richten.
1990 erhielt er den Israel-Preis für seine Leistungen für die Gesellschaft und den Staat Israel. Damit gehörte er zu den wenigen nichtjüdischen Preisträgern.
Tarif verstarb am 2. Oktober 1993. Der israelische Präsident Ezer Weizman, der Premierminister Jitzchak Rabin und der Knesset-Vorsitzende Schewach Weiss gehörten zu den Ehrengästen bei der Beerdigung. Gleichzeitig fanden Trauerfeiern in Syrien und Libanon statt, die von tausenden Drusen besucht wurden.
Tarif wurde in seinem Haus in Ğulis beigesetzt. Sein Grab hat sich seither zu einer Wallfahrtsstätte entwickelt. Vor allem am Todestag zieht der Schrein eine große Zahl von Gläubigen an.
Der Enkel von Scheich Amin, Mowafak Tarif, folgte ihm als Führer der israelischen Drusen.
Im Juni 2009 kam es zu religiösen Unruhen zwischen Drusen und christlichen arabischen Jugendlichen in Schefar’am, weil ein YouTube-Clip die Ehre von Scheich Amin verletzte.